# Кубок Гібралтару з футболу 2023
Кубок Гібралтару з футболу 2023 — 67-й розіграш кубкового футбольного турніру у Гібралтарі. Титул здобув Бруно Мегпіс.

## Календар
| Раунд        | Дата              | Матчі | Клуби  |
| ------------ | ----------------- | ----- | ------ |
| Перший раунд | 16–19 січня 2023  | 4     | 12 → 8 |
| 1/4 фіналу   | 18–19 лютого 2023 | 4     | 8 → 4  |
| 1/2 фіналу   | 4–5 квітня 2023   | 2     | 4 → 2  |
| Фінал        | 27 квітня 2023    | 1     | 2 → 1  |

## Перший раунд
| Команда 1         | Рахунок | Команда 2        |
| ----------------- | ------- | ---------------- |
| 16 січня 2023     |         |                  |
| Лінкольн Ред Імпс | 3:2     | Юероп            |
| 17 січня 2023     |         |                  |
| Хаунд Догс (2)    | 1:7     | Лайонс Гібралтар |
| 18 січня 2023     |         |                  |
| Юероп Пойнт       | 0:1     | Бруно Мегпіс     |
| 19 січня 2023     |         |                  |
| Коледж 1975       | 0:3     | Монс Кальпе      |

## 1/4 фіналу
| Команда 1         | Рахунок | Команда 2    |
| ----------------- | ------- | ------------ |
| 18 лютого 2023    |         |              |
| Лайонс Гібралтар  | 1:2     | Бруно Мегпіс |
| Лінкольн Ред Імпс | 5:0     | Лінкс        |
| 19 лютого 2023    |         |              |
| Манчестер 62      | 0:2     | Сент-Джозефс |
| Ґласіс Юнайтед    | 0:1     | Монс Кальпе  |

## 1/2 фіналу
| Команда 1         | Рахунок | Команда 2    |
| ----------------- | ------- | ------------ |
| 4 квітня 2023     |         |              |
| Монс Кальпе       | 0:1     | Бруно Мегпіс |
| 5 квітня 2023     |         |              |
| Лінкольн Ред Імпс | 2:1 дч  | Сент-Джозефс |

## Фінал
| Команда 1      | Рахунок      | Команда 2         |
| -------------- | ------------ | ----------------- |
| 27 квітня 2023 |              |                   |
| Бруно Мегпіс   | 1:1 пен. 4:2 | Лінкольн Ред Імпс |